# Matylda Matoušková-Šínová
Matylda Matoušková-Šínová (Brno, Checoslovaquia, 29 de marzo de 1933) fue una gimnasta artística checoslovaca, que ganó dos medallas, una de plata y otra de bronce, en el concurso por equipo en las Olimpiadas de Helsinki 1952 y Roma 1960.

## Carrera deportiva
En los JJ. OO. celebrados en Helsinki en 1952 ayuda a sus compañeras a conseguir el bronce en el concurso por equipos, en el cual quedaron situadas en el podio tras las soviéticas y las húngaras. 
Ocho años después, también participó en las Olimpiadas que se celebraron en Roma en 1960 y ganó la plata junto a sus compañeras, tras las soviéticas y delante de las rumanas.